# Технології хімічної переробки бурого вугілля

## Сучасні технології хімічної переробки бурого вугілля
Переробка твердого палива у рідке є складним процесом, оскільки для його реалізації необхідно розруйнувати макромолекулу на простіші рухливі фрагменти. Ця задача вирішується за допомогою трьох традиційних напрямків (рис. 1.1): прямим приєднанням водню під тиском — гідрогенізація; піролізом, що супроводжується розподіленням водню між рідкими продуктами і твердим залишком, і газифікацією вугілля водяним паром з отриманням суміші СО і Н2 та синтезом з неї рідких продуктів. Останню застосовують також для отримання водню.
Рис. 1.1 — Схема отримання рідких продуктів із вугілля
У 1950-х рр. відкриті багаті родовища нафти у СРСР, на Близькому Сході та в інших районах світу. Це обумовило призупинку досліджень і виробництва синтетичного рідкого палива з вугілля, так як його вартість була в 5-7 разів вищою вартості моторного палива, одержаного з нафти. В 1970-х рр. ціна на нафту різко підвищилася і невпинно росте до сьогодні. Водночас, стало очевидним, що при існуючих масштабах споживання нафти (~3 млрд т/рік) запаси її, придатні для видобутку традиційними свердловинними методами, будуть виснажені до середини XXI ст. Проблема залучення твердого палива, головним чином вугілля, у переробку для одержаннях рідких продуктів-замінників нафти стала знову актуальною.

## Піроліз
Під термічною переробкою вугілля (піролізом) розуміють процеси, що відбуваються при нагріванні вугілля у відсутності реагентів. Термічна переробка твердих палив застосовується для одержання облагороджених вуглецевих твердих матеріалів, а також рідких і газоподібних продуктів. Залежно від призначення продуктів вихідною сировиною може бути практично будь-яке вугілля. Як правило, термічну переробку вугілля ведуть при відсутності каталізаторів; відсутні також складні системи рециркуляції, що визначає достатню простоту апаратурного оформлення. У зв'язку із цим питомі капітальні витрати на термічну переробку значно нижчі, ніж у інших процесах переробки вугілля з одержанням твердих, рідких і газових продуктів.
Процеси термічної переробки вугілля почали застосовуватися вже наприкінці XVIII — початку XIX століття (виробництво кам'яновугільного коксу, одержання облагородженого вугілля для бездимного спалювання, виробництво світильного газу та ін.)
Значна частина процесів термічної переробки палив, що використовуються у наші дні, особливо коксохімічне виробництво, сформувалася в результаті тривалої еволюції технічних і апаратурних рішень і відрізняється відносно сприятливими витратами, енергетичними й екологічними показниками.
У той же час варто враховувати й певні обмеження, що накладаються на процеси термічної переробки вугілля. Всі вони відносно мало селективні, особливо при переробці найпоширенішого і дешевого гумусового вугілля. У будь-яких варіантах процесу одночасно одержують тверді, газоподібні й рідкі багатокомпонентні продукти склад, яких обумовлюється елементним складом вихідного вугілля.
Рідкі продукти термічної переробки твердих горючих копалин містять велику кількість органічних сполук, що містять кисень, азот і сірку, і тому не можуть бути безпосередньо використані як синтетичне рідке вуглеводневе паливо. Тому термічна переробка вугілля не може розглядатися як самостійний спосіб приготування штучних рідких палив.

## Гідрогенізація
Гідрогенізація вугілля — перетворення високомолекулярних речовин органічної маси вугілля (ОМВ) під дією водню на рідкі й газоподібні продукти при 400–500°С у присутності різних речовин-органічних розчинників, каталізаторів тощо Наукові основи цього процесу були розроблені на початку XX століття В. М. Іпатьєвим, М. Д. Зелінським, Ф. Бергіусом, Ф. Фішером та ін. У 30-х рр. XX ст. у деяких країнах, зокрема у Німеччині і Великій Британії, були побудовані промислові підприємства для одержання з вугілля й смол бензину, дизельного палива, мастильних масел, парафінів, фенолів тощо В 1940-х рр. виробництво рідких продуктів з вугілля перевищувало 4 млн т/рік. В 1950-х рр. гідрогенізація вугілля була освоєна у напівпромисловому масштабі у СРСР. Одна з найпоширеніших схем гідрогенізації показана на рис. 1.2.
Рис 1.2 — Схема отримання синтетичного рідкого палива з вугілля
Для гідрогенізації вугілля застосовують неокиснене буре і малометаморфізоване кам'яне вугілля. Вміст мінеральної частини в них не повинен перевищувати 5-6%, відношення С: Н — 16, вихід летких речовин повинен бути більшим за 35%, вміст петрографічних компонентів групи вітриніту й ліптиніту — більш ніж 80%. Високозольне вугілля необхідно попередньо піддавати збагаченню.
Органічна маса вугілля з вмістом С — 63-71%, що зазвичай застосовується для гідрогенізації, являє собою самоасоційований мультимер, що складається із просторово структурованих блоків (олігомерів). Блоки включають макромолекули з атомів вуглецю, водню і гетероатомів (О, N, S), що обумовлює нерівномірний розподіл електронної щільності, тому в блоках здійснюється донорно-акцепторна взаємодія, у тому числі утворюються водневі зв'язки. Енергія розриву таких зв'язків не перевищує 30 кДж/моль. Розрізняють блоки з молекулярною масою 200–300, 300–700 і 700-4000, розчинні відповідно у гептані (масла), бензолі (асфальтени) і піридині (асфальтоли). Усередині блоків макромолекули зв'язані метиленовими, а також О-, N- і S-утримуючими містками. Енергія розриву цих зв'язків в 10-15 разів більше енергії розриву блоків. При гідрогенізації вугілля в першу чергу відбувається роз'єднання блоків. Наступна деструкція блоків вимагає підвищення температури, присутності активного Н2. Для одержання з вугілля рідких продуктів необхідно поряд з деструкцією здійснити гідрування низькомолекулярних неорганічних сполук, що утворюються.
Для підвищення реакційно здатної поверхні вугілля подрібнюють до крупності менше 0,1 мм, часто об'єднуючи цей процес із сушкою. Кращі результати досягаються при вібропомолі й подрібненні у дезінтеграторі. Зовнішня питома поверхня при цьому зростає в 20-30 разів, об'єм перехідних пор — в 5-10 разів. Відбувається механохімічна активація поверхні, у результаті чого підвищується реакційна здатність вугілля. Важливе місце займає сушка. Волога, що заповнює пори, перешкоджаючи проникненню у вугільну речовину реагентів, виділяється в ході процесу в реакційній зоні, знижуючи парціальний тиск Н2, а також збільшує кількість стічних вод. Вугілля сушать до залишкового вмісту вологи 1,5%, використовуючи трубчаті парові сушарки, вихрові камери, труби-сушарки, у яких теплоносієм служать гарячі топкові гази з мінімальним вмістом О2 (0,1-0,2%), щоб вугілля не піддавалося окисненню. Щоб уникнути зниження реакційної здатності вугілля не нагрівають вище ніж 150–200 °С.
Для збільшення ступеня перетворення ОМВ в рідкі продукти на поверхню вугілля наносять каталізатор (з розчинів солей, у вигляді порошку, емульсії або суспензії) у кількості 1-5% від маси вугілля. Чим активніший каталізатор, тим при нижчому тиску може бути здійснена гідрогенізація вугілля. Максимальною каталітичною активністю володіють сполуки Mo, W, Sn, при використанні яких гідрогенізацію вугілля можна проводити при відносно низькому тиску — 10-14 МПа. Однак їхнє застосування обмежене через труднощі регенерації з суміші із залишком непереробленого вугілля. Тому в багатьох процесах застосовують дешеві, хоча й малоактивні, каталізатори (наприклад, так званий червоний шлам-відходи після виділення А12О3 з бокситів), компенсуючи їхню недостатню активність підвищенням тиску водню до 30-70 МПа.
На процес значною мірою впливає хімічний склад і властивості розчинника-пастоутворювача, у суміші з яким (50-60% пастоутворювача) вугілля піддається переробці. Пастоутворювач повинен містити висококиплячі фракції продукту гідрогенізації вугілля (точка кипіння > 325 °С) з мінімальним вмістом асфальтенів для утримання вугілля в рідкій фазі. У більшості варіантів гідрогенізації вугілля до пастоутворювача додають речовини з водневодонорними властивостями для стабілізації блоків, що утворюються з вугільного мультимера при відносно низькій температурі (200–350о С), коли молекулярний водень малоактивний. Блоки легко від'єднують водень у донорів і завдяки цьому не «злипаються».
Водневодонорний компонент пастоутворювача одержують гідруванням фракції гідрогенізації вугілля із точкою кипіння 300–400°С. У цьому випадку бі-, три- і тетрациклічні ароматичні вуглеводні частково гідруються з утворенням гідроароматичних похідних, які здатні віддавати водень з вищими швидкостями, ніж нафтенові вуглеводні. Кількість донорів у пастоутворювачі може становити 20-50% (сполука пастоутворювача оптимізується залежно від виду сировини й умов гідрогенізації). Як донора використовують також висококиплячі фракції нафтопродуктів.
Ступінь перетворення ОМВ підвищується при введенні у пастоутворювач органічних додатків — сполук, здатних вступати у взаємодію з вугіллям і продуктами його деструкції (в-піколін, хінолін, антрацен, нафталін та ін.). Додатки також тимчасово стабілізують реакційно здатні радикали, що утворюються при первинній деструкції вугілля, і в такий спосіб перешкоджають утворенню побічних продуктів конденсації.
Отриману вуглемасляну пасту в суміші із циркулюючим воденьвмісним газом (80-85% Н2 на вході, 75-80% — на виході) нагрівають у системі теплообміну трубчатої печі і потім направляють на гідрогенізацію в реактор. На 1 т пасти вводять 1,5-5,5 тис. м3 газу. Частину газу подають у реактор холодним для охолодження реакційної суміші й підтримки постійної температури, оскільки при гідрогенізації вугілля виділяється 1,2-1,6 МДж на 1 кг вугілля. При зростанні температури збільшується швидкість деструкції ОМВ, однак одночасно зменшується швидкість гідрування.
Гідрогенізацію здійснюють у трьох або чотирьох послідовно розташованих циліндричних пустотілих реакторах. Тривалість гідрогенізації вугілля, як правило, визначається об'ємною швидкістю подачі вуглемасляної пасти в реакційну систему. Ця швидкість залежить від типу вугілля, пастоутворювача, каталізатора, температури й тиску процесу. Оптимальна об'ємна швидкість підбирається емпірично й становить, як правило, 0,8-1,4 т на 1 м3 реакційного об'єму за годину (розробляються процеси з вищою об'ємною швидкістю).
Продукти реакції розділяють у сепараторі на парогазову суміш і важкий залишок — шлам. З першого потоку виділяють рідкі продукти (масло, воду) і газ, який після відділення насичених вуглеводнів (С 1- С 4), NH3, H2S, CO2 і С, Н2O збагачують 95-97%-ним Н2 і повертають у процес. Шлам розділяють на рідкі продукти й твердий залишок. Рідкі продукти після видалення води піддають дистиляції на фракцію з температурою кипіння до 325–400 °С і залишок, що повертають у процес для приготування пасти.
У зв'язку зі складною будовою ОМВ, різною реакційною здатністю її фрагментів кінцеві рідкі продукти містять багато компонентів, переважно моно- і біциклічні ароматичні й гетероциклічні сполуки з домішками парафінових і нафтенових вуглеводнів, а також феноли, піридинові основи й інші речовини, які можуть бути виділені.
Вуглеводневі гази деструктивної гідрогенізації вугілля і важких нафтових залишків, на відміну від газів деструктивної переробки нафтопродуктів, характеризуються практичною відсутністю в їх складі ненасичених вуглеводнів. Це пояснюється тим, що цей процес протікає в умовах високих концентрацій водню, що у присутності каталізаторів зумовлює цілковите насичення неграничних зв'язків вуглеводнів, які утворюються. Гази деструктивної гідрогенізації вугілля, після вилучення з них аміаку, сірководню і відмивання вуглекислоти, є дуже багатою сировиною для одержання зріджених газів. Крім газів ароматизації, ці газові суміші містять зовсім незначну кількість неграничних вуглеводнів.

## Газифікація
При високотемпературній обробці твердого палива в середовищі кисню повітря, водяної пари, діоксиду вуглецю і водню органічні складники палива повністю перетворюються в газоподібні продукти. Сьогодні освоєні різні модифікації промислових процесів газифікації вугілля, найпоширенішими з яких є технології Лургі (стаціонарний шар грудкового вугілля), Вінклера (киплячий шар вугільних частинок), Копперс-Тотцека (пиловугільний потік), Тексако (водновугільна суспензія). Ефективність процесів газифікації може істотно підвищуватися при використанні відповідних каталізаторів, що дозволяють знижувати температуру при збереженні високої швидкості процесу й регулювати склад продуктів.
Вплив каталізатора на процес газифікації твердого палива.
Каталізатор може прискорювати як реакції прямого перетворення вуглецю в газоподібні сполуки, так і газофазні реакції продуктів термічного перетворення вугілля. Дотепер переважно розробляли процеси каталітичної газифікації, засновані на прискоренні реакцій прямого перетворення вугілля в газоподібні сполуки. У цих випадках для ефективного впливу каталізатора необхідно забезпечити його добрий контакт із твердою сировиною. Для цього використовують каталізатори, що наносяться на поверхню вугілля, а також здатні плавитися або переганятися в умовах процесу, проникаючи у пори вугілля. Найпоширенішими каталізаторами процесу газифікації вугілля є сполуки лужних, лужноземельных і деяких перехідних (Ni, Fe, Co) металів. Найбільш розповсюдженими технологіями газифікації є: процес ЕКСОН — каталітична газифікація вугілля водяною парою в киплячому шарі, процес МОЛТЕН СОЛТ — парокиснева газифікація при підвищеному тиску в розплаві соди, процес ПАТГАЗ — газифікація при атмосферному тиску в розплаві заліза. Застосовувані розплави відіграють роль теплоносія й каталізатора.
Застосування каталізаторів може викликати нові технологічні проблеми. Серед них варто виділити проблему розробки простих і надійних методів введення каталізатора в реакційну суміш і виведення його для повторного використання в процесі газифікації. Ця проблема може вирішуватися шляхом здійснення процесу газифікації вугілля в киплячому шарі часток каталізатора. Виявилося, що як каталітично активні матеріали можна використовувати дешеві й доступні металургійні і котельні шлаки, які містять елементи (Fe, Ni, Mn і ін.), здатні каталізувати реакції окиснення, конверсії СО і вуглеводнів, метанування. Такі каталітично активні матеріали можна використовувати в процесі газифікації до їхнього повного зношення. У режимі циркуляції частинок мартенівських шлаків при температурах 850–900 °C і атмосферному тиску пароповітряної суміші ступінь конверсії вугілля в газоподібні продукти становить 90%, а інтенсивність газифікації перевищує показники відомих технологій газифікації, здійснюваних при аналогічних температурах і тиску.